# La Romagne (Maine-et-Loire)
La Romagne is een gemeente in het Franse departement Maine-et-Loire (regio Pays de la Loire). De plaats maakt deel uit van het arrondissement Cholet. La Romagne telde op 1 januari 2022 2.012 inwoners.

## Geografie
De oppervlakte van La Romagne (Maine-et-Loire) bedraagt 15,93 vierkante kilometer; Op 1 januari 2022 was de bevolkingsdichtheid 126,3 inwoners per km².

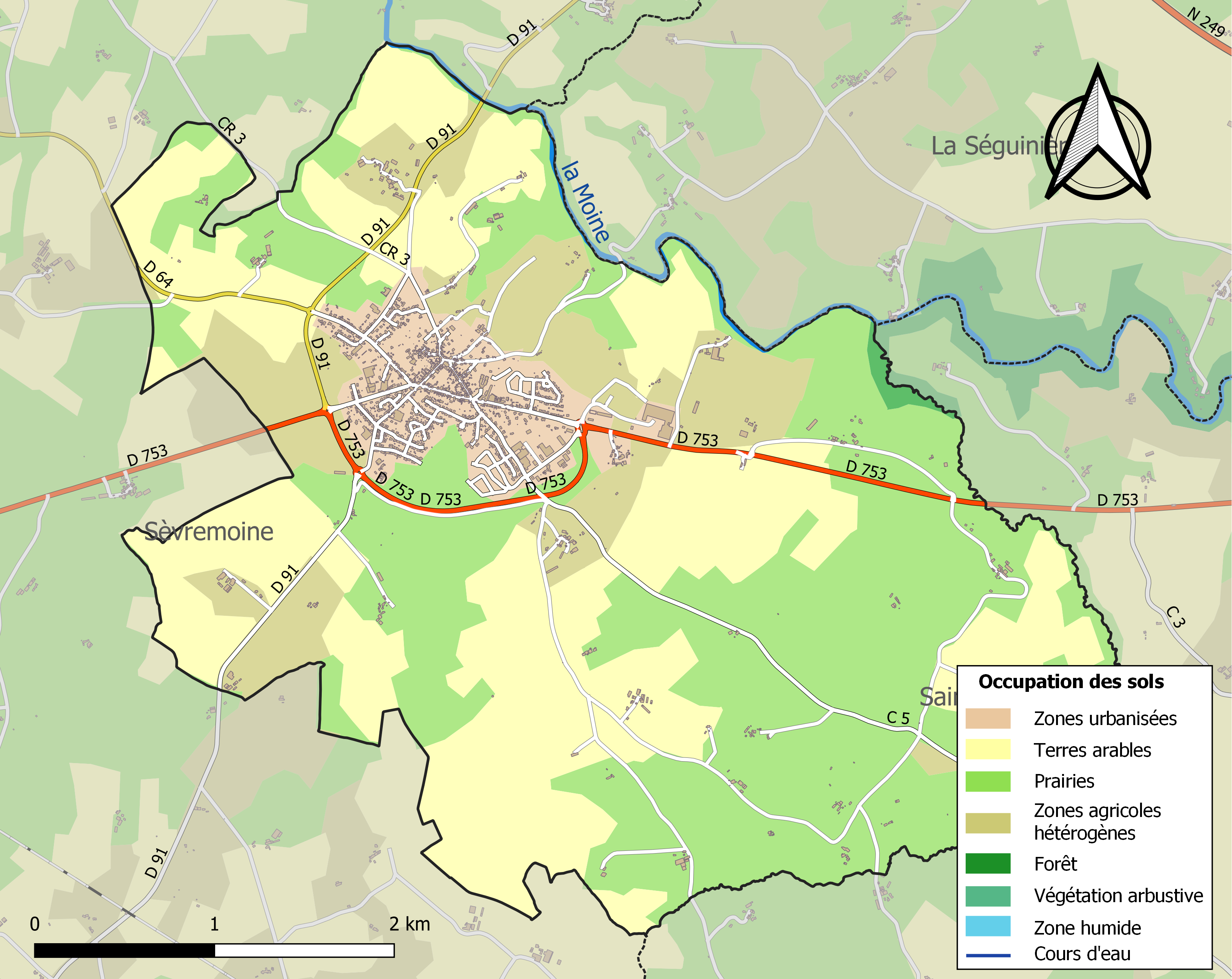
Kaart van de gemeente met de belangrijkste infrastructuur, bodemgebruik en omliggende gemeenten

## Demografie
Onderstaande figuur toont het verloop van het inwonertal.
Le May-sur-Èvre · La Romagne · Saint-Christophe-du-Bois · Saint-Léger-sous-Cholet · La Séguinière · Sèvremoine